# Gustavo Gonzales Teruel
Gustavo Gonzales Terruel es un exfutbolista peruano. Se desempeñaba en la posición de arquero y mantiene el récord de imbatibilidad peruano en Campeonatos Nacionales con 14 partidos invicto jugando por Sporting Cristal en 1989.
Según las estadísticas a diciembre del 2013, está considerado además por la Federación Internacional de Historia y Estadística de Fútbol como uno de los arqueros con mayor tiempo sin conceder un gol, el "Charro" actualmente se ubica en el puesto 42° y a la vez en el puesto 7° entre arqueros de Sudamérica en dicha lista. Otros estadistas lo ubican en el puesto 7 a nivel mundial y en el puesto 3 a nivel Sudamérica, ya que no encajó goles en 14 partidos en 1989 y sumó un total de 1313 minutos imbatible.

## Trayectoria
Gustavo Gonzales se formó en el Defensor Progreso del Valle de Chicama y tuvo como Profesor al Sr. Soriano quien gustaba entrenar a niños con talento para arquero.
Debutó profesionalmente en Carlos A. Mannucci en 1985, luego pasó por Universitario en 1986, ese mismo año jugó en Hungaritos Agustinos de Iquitos, en julio de 1987 formó parte del plantel de Sporting Cristal a pedido del Profesor Miguel Company que lo había entrenado en Hungaritos Agustinos. 
Se consagró campeón 1988 con el cuadro celeste, Gustavo era el segundo arquero y ante la lesión de Jesús Purizaga (primer arquero) antes del término del segundo tiempo de la final ante Universitario, el Charro Gonzales jugó el tiempo suplementario de la final 1988 donde derrotan al cuadro estudiantil por 2-1 con goles de Óscar Calvo y Luis Redher, partido jugado el 26 de enero de 1989 en el estadio Nacional de Lima.
Gonzales toma el titularato para los partidos de la Copa Libertadores 1989, donde cumplió una destacada actuación en la 'mítica' Bombonera de Argentina donde ataja el segundo de los dos penales fallados de Boca Juniors, en un partido muy polémico donde el juez chileno Sergio Vásquez favoreció a los locales que ganaron 4-3. Jugó la mayoría de partidos en el campeonato en aquel año, donde marcó el récord de imbatibilidad del fútbol peruano de su valla en 14 partidos entre el 30 de marzo (Última vez que recibió gol antes de la racha) al 19 de noviembre del mismo año (recibió en la ciudad de Huaral). En enero de 1990 quedó subcampeón nacional 1989 al perder la final 1-0 ante Union Huaral. 
En 1990 jugó su segunda Copa Libertadores ante rivales chilenos, dejó el club bajopontino por problemas con la dupla de entrenadores López-Caballero y se enroló en el Lawn Tennis de la segunda división. 
En 1991 jugó por el Unión Huaral, en 1992 jugó por el Alianza Atlético de Sullana, en 1993 formó parte del plantel de Carlos A. Mannucci donde una lesión a la cadera lo alejó del fútbol.

## Clubes
| Club                 | País | Año       |
| -------------------- | ---- | --------- |
| Carlos A. Mannucci   | Perú | 1985      |
| Universitario        | Perú | 1986      |
| Hungaritos Agustinos | Perú | 1986-1987 |
| Sporting Cristal     | Perú | 1987-1990 |
| Lawn Tennis          | Perú | 1990      |
| Union Huaral         | Perú | 1991      |
| Alianza Atlético     | Perú | 1992      |
| Carlos A. Mannucci   | Perú | 1993      |

## Palmarés

### Campeonatos nacionales
| Título           | Club             | País | Año  |
| ---------------- | ---------------- | ---- | ---- |
| Campeón Nacional | Sporting Cristal | Perú | 1988 |

## Distinciones individuales
| Distinción                                                       | Año  |
| ---------------------------------------------------------------- | ---- |
| Incluido entre los 42 arqueros con más tiempo sin recibir goles. | 2010 |